# Drawing Now Art Fair
 (mai 2017).
Drawing Now Art Fair — Le Salon du dessin contemporain — est une foire européenne exclusivement consacrée au dessin contemporain. La foire, qui a été un événement nomade pendant plusieurs années, a lieu depuis 2014 au Carreau du Temple.

## Foire

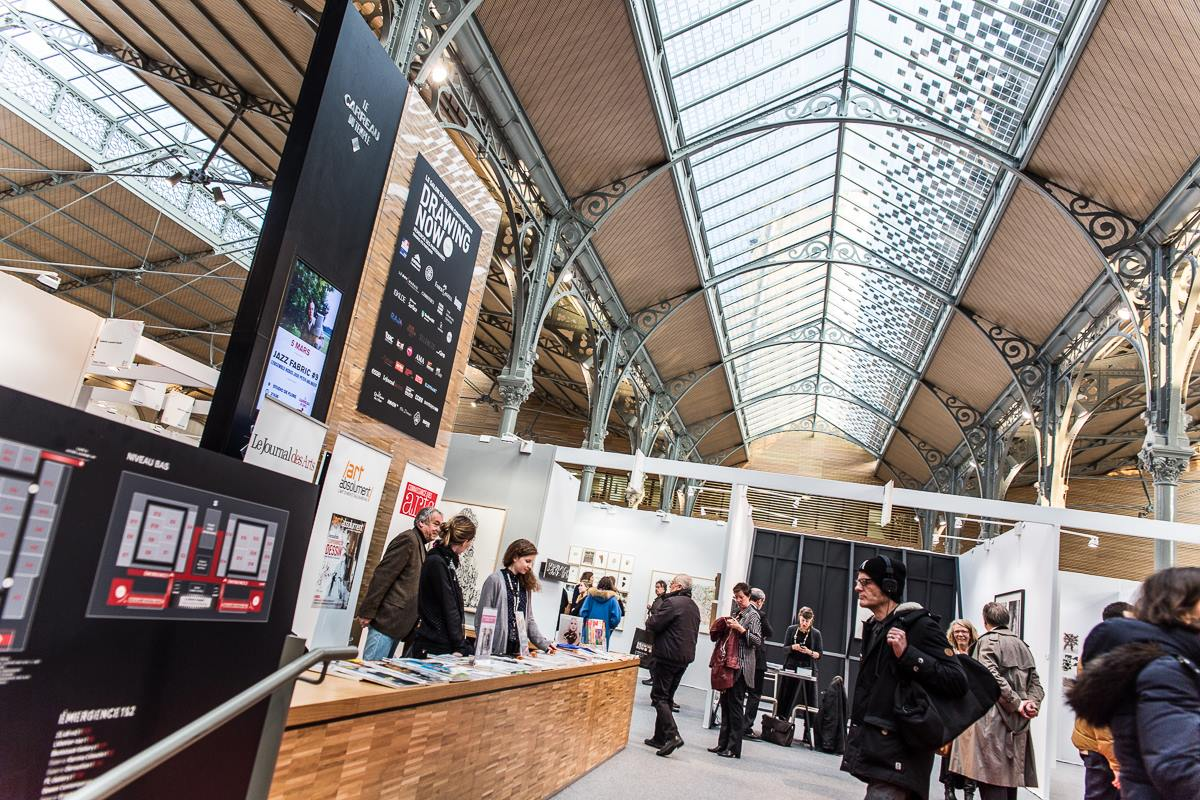
Drawing Now Paris 2015.

Drawing Now Art Fair, créé en 2007 par  Laurent Boudier et Christine Phal sous le nom de Salon du dessin contemporain, rassemble chaque année plus de 80 galeries internationales,. Ces galeries sont sélectionnées par un comité indépendant, rassemblé autour de Joana P.R. Neves, directrice artistique du salon,  auteure et commissaire indépendante à Londres. 
La foire est dédiée à la création contemporaine, spécifiquement dans le champ du dessin, de ces 50 dernières années.
La manifestation est organisée par CPCT Arts & Events.

## Événements

### Musée imaginaire
Inspiré du concept de Musée imaginaire emprunté à André Malraux, il permet chaque année à une personnalité du monde de l’art de constituer son musée idéal dans le domaine du dessin contemporain.

« Si, pour Malraux, le musée imaginaire convoquait dans l'esprit tous les chefs-d'œuvre, nous nous proposons d'en faire un usage concret, plus humble mais possiblement tout aussi exemplaire. Pour ce faire, il s'agit de confier à une personnalité indiscutable l'occasion de constituer "son" propre musée imaginaire en matière de dessin contemporain en l'invitant et en l'accompagnant à organiser une exposition qui le signe. »

### Prix Drawing Now
Le prix est remis à un artiste de moins de 50 ans, présenté en Focus sur le stand d'une des galeries exposantes. L'artiste retenu est choisi par le comité de sélection du salon et les principaux mécènes du Fonds pour le dessin contemporain. Ce prix est doté de 15 000€ : il offre 5 000€ à l’artiste lauréat une aide à la production pour une exposition de 3 mois au Drawing Lab de 10 000€ ainsi que la publication d’un catalogue monographique. En 2020, à cause de la crise sanitaire, aucun lauréat n'a été nommé. 
- Catherine Melin, lauréate 2011 (Galerie Isabelle Gounod)
- Clément Bagot, lauréat 2012 (Galerie Eric Dupont)
- Didier Rittener, lauréat 2013 (Galerie Lange + Pulte)
- Cathryn Boch, lauréate 2014 (Galerie Claudine Papillon)
- Abdelkader Benchamma, lauréat 2015 (FL Gallery)[8]
- Jochen Gerner, lauréat 2016 (Galerie Anne Barrault)
- Lionel Sabatté, lauréat 2017 (Galerie C)
- Michail Michaeilov, lauréat 2018 (Projecktraum Viktor Bucher)
- Lucie Picandet, lauréate 2019 (Galerie GP & N Vallois)[9]
- Nicolas Daubanes, lauréat 2021 (Galerie Maubert)[7]
- Karine Rougier, lauréate 2022 (Galerie Espace à vendre, Nice)[10]
- Suzanne Husky, lauréate 2023 (Galerie Alain Gutharc)[11]
- Tatiana Wolska, lauréate 2024 (Galerie Irène Laub)[12]

Un Fonds de dotation pour le dessin contemporain, la D. Society, destiné à favoriser le développement et le rayonnement du dessin contemporain et des œuvres graphiques en France et à l'étranger, a été créé à cette occasion.

## Historique
- Édition 2007 : 36 galeries participent au premier Salon du dessin contemporain, dans un ancien immeuble de bureaux à Paris, avenue d’Iéna. Antoine de Galbert, invité d’honneur, présente sa collection de dessins comprenant notamment des œuvres de Markus Raetz, Marcel Dzama, Jérôme Zonder, Stéphane Mandelbaum et un dessin animé de Hans Op de Beck.
- Édition 2008 : 50 galeries françaises et internationales participent. Les invités d’honneur, Claudine et Jean-Marc Salomon, ont présenté des œuvres de leur collection des artistes Robert Longo, Olivier Ross, Madeleine Berkhemer et Anne Ferrer.
- Édition 2009 : Elle est organisée au Carreau du Temple à Paris avec la participation de 63 galeries internationales. Invitée d'honneur, Agnès b. y présente des œuvres issues de sa collection privée sur la thématique du geste et du trait, telles que des pièces de Jean-Michel Basquiat, Jared Buckhiester, Claude Lévêque, Jean-Michel Othoniel et Frank Rezzak.
- Édition 2010 : Le Salon s'installe au Carrousel du Louvre et 66 galeries participent à la quatrième édition. Philippe Piguet propose l’exposition « Histoire(s) de carnets », qui présente les carnets d’artistes comme Ben, Damien Cabanes, Mathilde Brétillot, Matali Crasset, Odile Decq, Gordon Matta-Clark, François Morellet, Georges Rousse, Françoise Pétrovitch ou encore Liu Xiaodong.
- Le Salon du dessin contemporain change de nom et devient Drawing Now Paris. Les galeries françaises et internationales sont plus nombreuses : 83 exposants[13]. La Mezzanine est une nouvelle plateforme consacrée aux jeunes galeries et Drawing Now Numérique programme des œuvres de dessins numériques. Le Musée Imaginaire apparaît avec Pierre Cornette de Saint-Cyr, qui présente pour l'occasion des dessins d'artistes tels que Antoni Tàpies, Mona Hatoum, Jean-Michel Basquiat, Claude Closky, Marjane Satrapi, Vincent Paronnaud, Yves Klein et Sol Lewitt.
- Édition 2012 : 82 galeries participent à cette 6e édition[14], tournée vers la jeune création grâce à la mise en place de la plateforme Emergence. 70 galeries sont présentes sur la plateforme Reference, qui réunit des galeries et des artistes plus confirmés. Le Musée imaginaire est confié à Catherine Millet, qui présente des dessins de Günther Brus, Erik Dietman, Marc Desgrandchamps, Bernard Dufour, Klaus Rinke, Otto Mühl, Diego Pimentao, Alberto Soberlli, Tatiana Trouvé, Bernar Venet ou encore Pierre Weiss[Lequel ?].

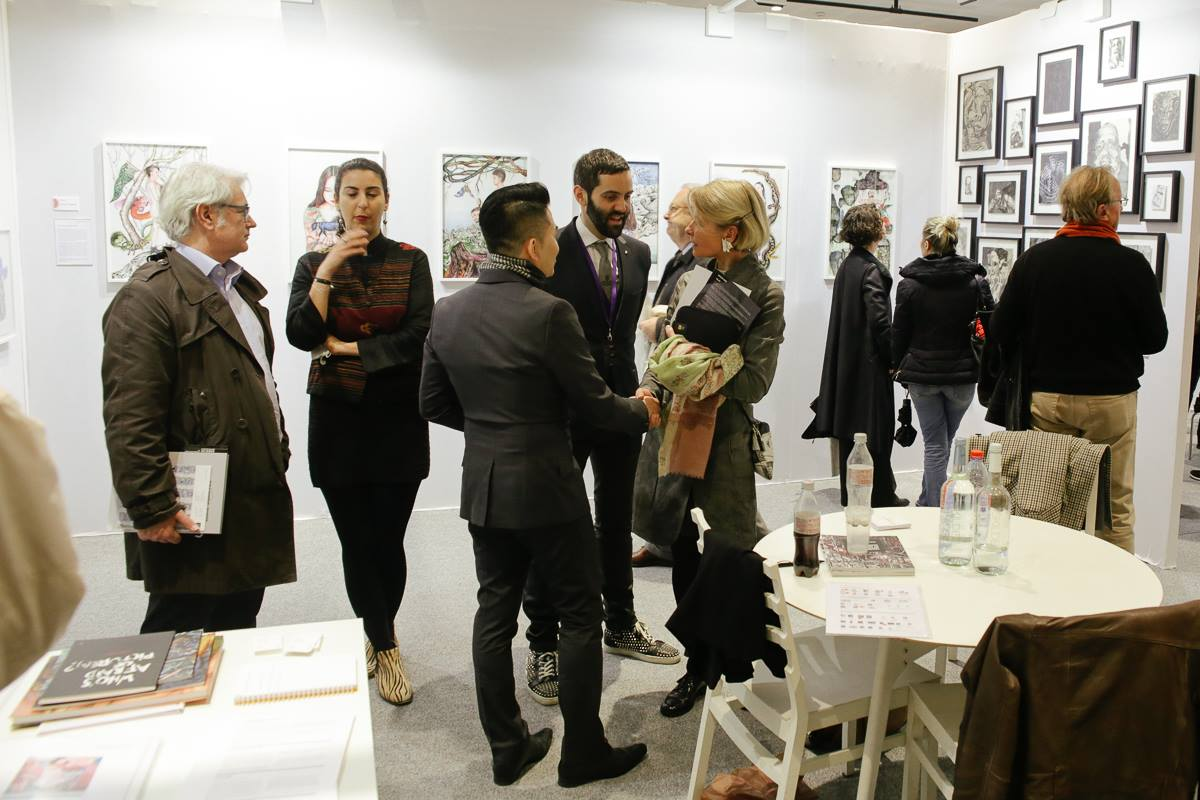
Drawing Now Paris 2015.

- Édition 2013 : Cette édition est de nouveau organisée au Carrousel du Louvre à Paris, où 85 galeries[15] ont été sélectionnées dont 70 galeries présentes sur la plateforme Reference. Drawing Now Paris est placé sous le patronage de l'ambassade de Suisse à Paris[16].
- Édition 2014 : C'est a été le premier événement culturel organisé au Carreau du Temple depuis sa rénovation. L'Espace Commines est également investi[17]. 13 pays ont été représentés dans 87 galeries[18] dont 17 galeries sur la plateforme Initial (première participation au Salon) et 15 galeries sur la plateforme Fresh (galeries de moins de 4 ans, avec en focus un artiste de moins de 40 ans)[19].
- Édition 2015 : Elle réunit 73 galeries internationales[20] dans une présentation concentrée au Carreau du Temple, représentant une totalité de 15 pays et 400 artistes. Celle-ci comptait notamment 48 % de galeries étrangères et 22 galeries présentées sur la plateforme Emergence.
- Édition 2016 : Pour célébrer sa 10e édition, le Salon organise le premier Symposium international du dessin contemporain à l’auditorium du Carreau du Temple.
- Édition 2017 : Elle rassemble 72 galeries au Carreau du Temple, avec 16 pays représentés et plus de 40 % de galeries étrangères. Plus de 400 artistes et 2 000 œuvres sont présentés[21].
- Édition 2018 : Elle rassemble 72 galeries internationales dont 40 % de galeries étrangères pour 14 pays représentés et 28 % de nouvelles galeries (18 galeries participent pour la première fois). Les deux nouveaux secteurs Insight et Process, rassemblent 19 galeries[22].
- Édition 2019 : Elle se tient du 28 au 31 mars[23].
- Édition 2020 : Annulée du fait de la crise sanitaire.